# Álex Iglesias
Alejandro Iglesias Rodríguez (Murcia, Región de Murcia, España, 7 de abril de 1997) conocido deportivamente como Álex Iglesias, es un futbolista español que juega como portero. Actualmente forma parte del Inter Club d'Escaldes de la Primera División de Andorra.

## Trayectoria deportiva
Desde temprana edad realizó su formación en las canteras de clubes como Real Murcia Club de Fútbol, Elche Club de Fútbol o Hércules CF donde con 17 años alternó actividad entre juvenil y Hércules CF "B", finalizando su etapa formativa en el combinado U19 del Cádiz CF en División de Honor Juvenil de España.
En la temporada 2016/2017 firma por el Marymount Mariners de la National Association of Intercollegiate Athletics de Estados Unidos, para el curso siguiente transferirse al Young Harris College de División II de la NCAA donde compitió por tres campañas. Durante esos años, en el periodo estival, además formó parte de otros clubes como Palm Beach United de la National Premier Soccer League y en última instancia en el Mississippi Brilla para competir en la USL League Two.
Fue en la temporada 2020/2021 cuando regresa a España y ficha por el Elche Ilicitano Club de Fútbol para competir en la Tercera División de España donde el equipo acabó como segundo clasificado del grupo sexto y disputó la fase de ascenso a Segunda Federación hasta llegar a la final.
Para la campaña 2021/2022 el guardameta recala en la UD Caravaca del grupo decimotercero de la nueva categoría nacional de Tercera Federación de España finalizando como octavo clasificado de liga.
De cara al curso 2022/2023 firma su primer contrato profesional con la Unió Esportiva Sant Julià de la Primera División de Andorra haciendo su debut oficial el 11 de septiembre de 2022 en la primera jornada de liga en el empate a cero contra Futbol Club Penya d'Andorra, para en enero de 2023 recalar en el Inter Club d'Escaldes, también de Primera División de Andorra.

## Carrera deportiva

### Clubes
| Club                           | País           | Año               |
| ------------------------------ | -------------- | ----------------- |
| Cádiz Club de Fútbol U19       | España         | 2015 - 2016       |
| Marymount Mariners             | Estados Unidos | 2016 - 2017       |
| Young Harris Collage           | Estados Unidos | 2017 - 2018       |
| Palm Beach United              | Estados Unidos | 2018              |
| Young Harris Collage           | Estados Unidos | 2018 - 2019       |
| Mississippi Brilla             | Estados Unidos | 2019              |
| Young Harris Collage           | Estados Unidos | 2019 - 2020       |
| Elche Ilicitano Club de Fútbol | España         | 2020 - 2021       |
| UD Caravaca                    | España         | 2021 - 2022       |
| Unió Esportiva Sant Julià      | Andorra        | 2022              |
| Inter Club d'Escaldes          | Andorra        | 2023 - Actualidad |